# Ekordensfly
Ekordensfly (Catocala promissa) är en fjärilsart som beskrevs av Michael Denis och Ignaz Schiffermüller 1775. Ekordensfly ingår i släktet Catocala och familjen nattflyn. Enligt den finländska rödlistan är arten sårbar i Finland. Arten är reproducerande i Sverige. Artens livsmiljö är friska och torra lundar. Inga underarter finns listade i Catalogue of Life.

## Bildgalleri

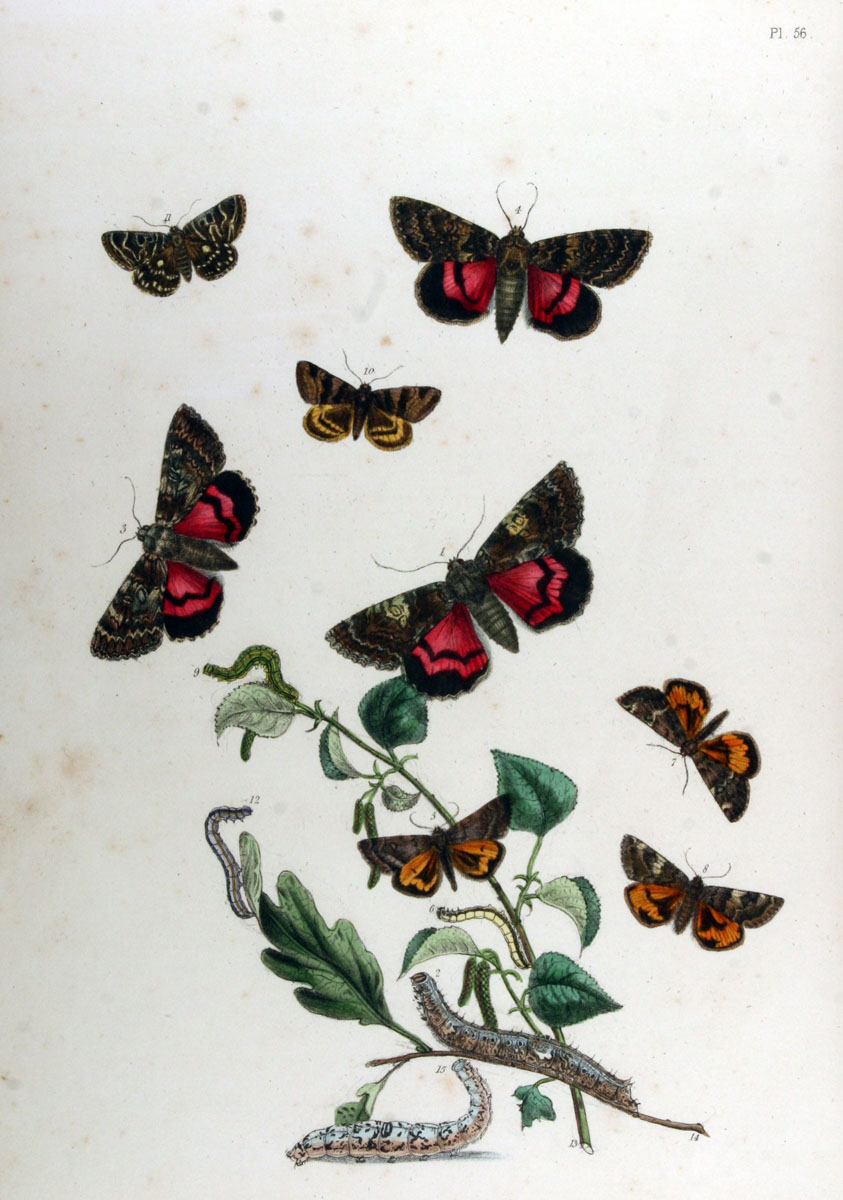
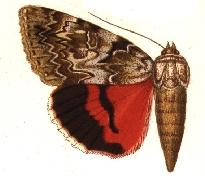
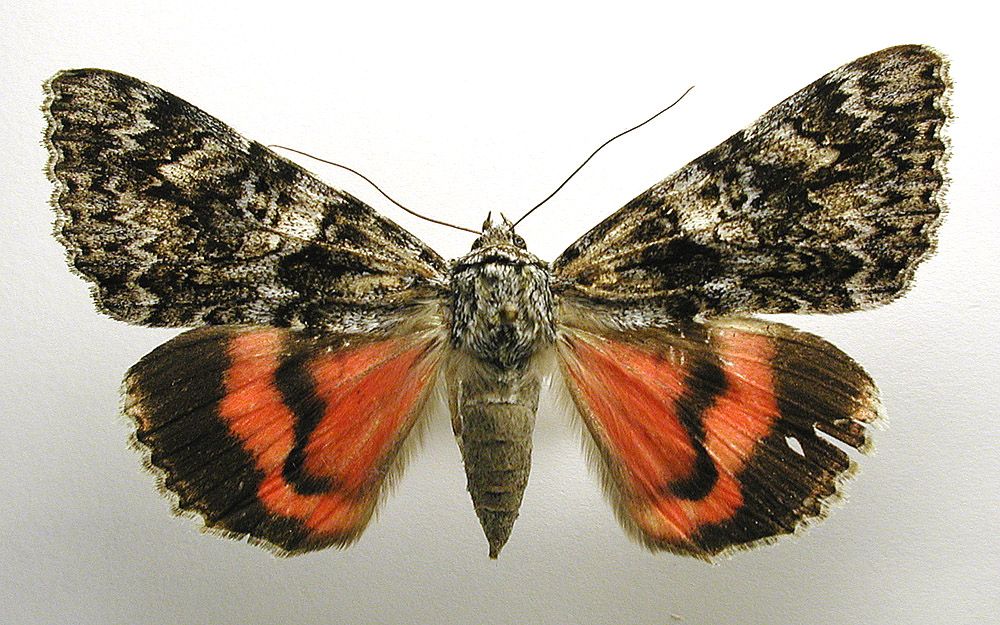
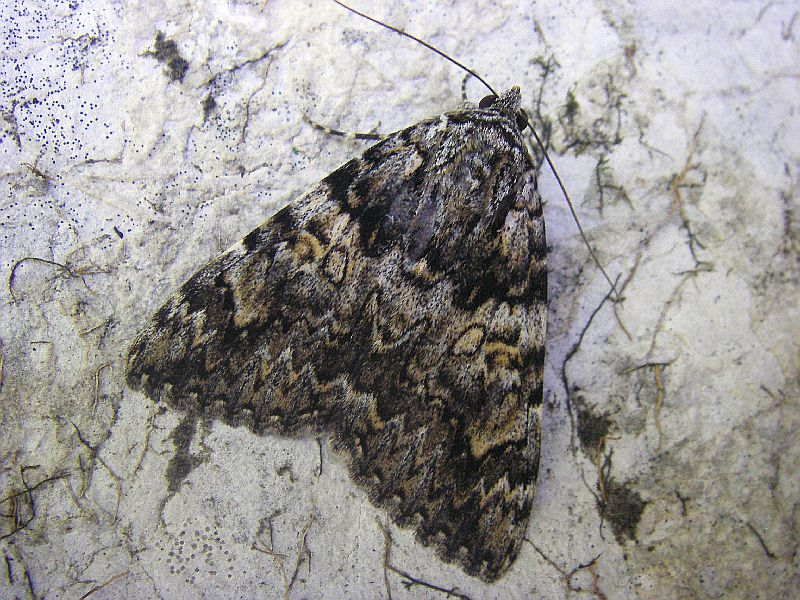
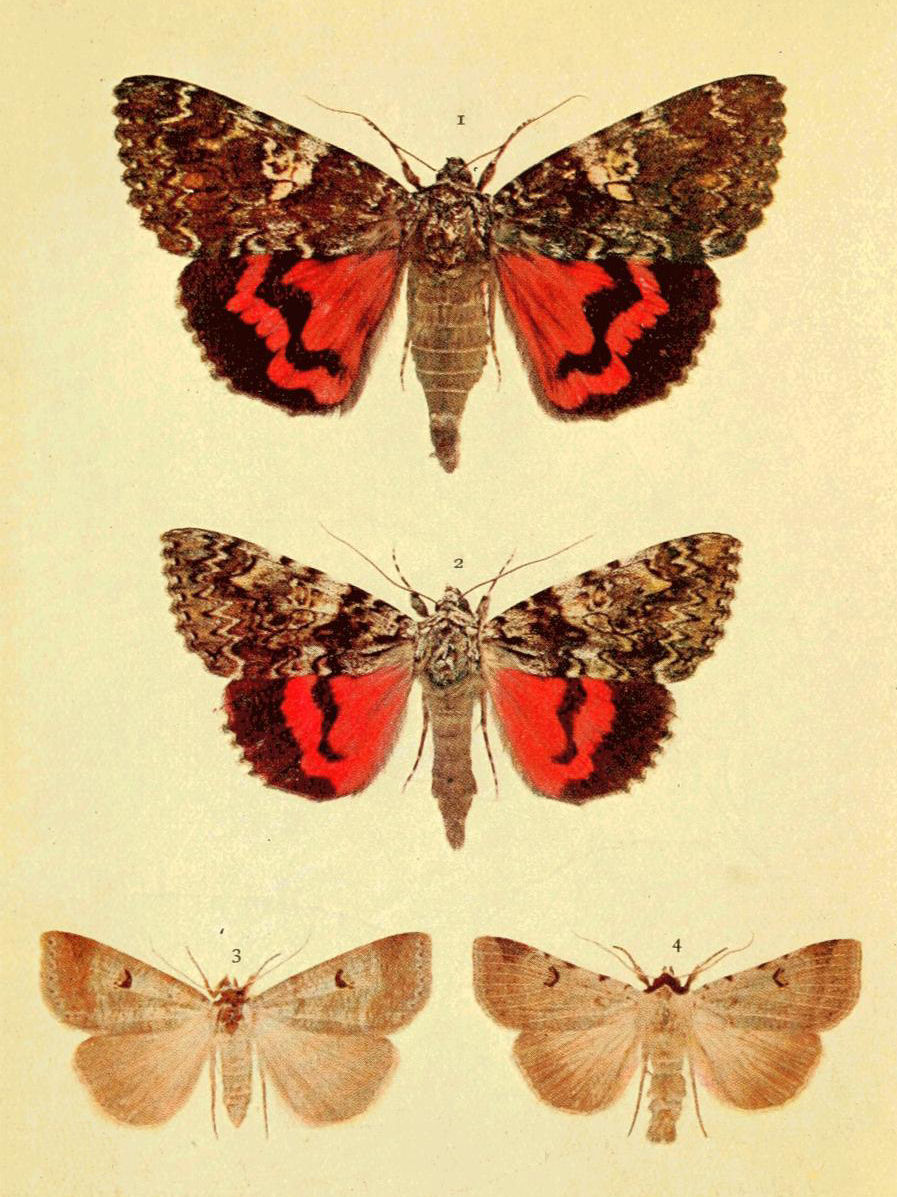